# Barbara Palmer, 1.ª Duquesa de Cleveland
Barbara Palmer, 1.ª Duquesa de Cleveland, Condessa de Castlemaine (17 de novembro de 1640 – 9 de outubro de 1709) foi uma cortesã real e uma das mais notórias amantes do rei Carlos II de Inglaterra.

## Nascimento
Barbara Villiers nasceu como a única filha de William Villiers, 2.° Visconde Grandison (sendo portanto uma prima de George Villiers, 2.º Duque de Buckingham), e da herdeira Mary Bayning. No outono de 1643, Lord Grandison morreu numa batalha, deixando sua esposa e filha numa situação financeira difícil.

## Vida como cortesã na realeza
Villiers era considerada uma das mulheres mais belas ligadas à realeza, mas sua carência de fortuna a deixou com perspectivas de casamento reduzidas. Seu primeiro romance sério foi com Philip Stanhope, 2.° Conde de Chesterfield, porém ele estava à procura de uma esposa rica. No dia 14 de abril de 1659, Barbara desposou Roger Palmer, mesmo contra os desejos da família Palmer. Seu pai temia que ela o fizesse um dos homens mais miseráveis do mundo. Em 1662, depois do nascimento do primeiro filho de Villiers, os dois se separaram, mas não se divorciaram. Eles permaneceram casados durante toda a vida de Roger, que não agia como pai dos filhos da esposa.

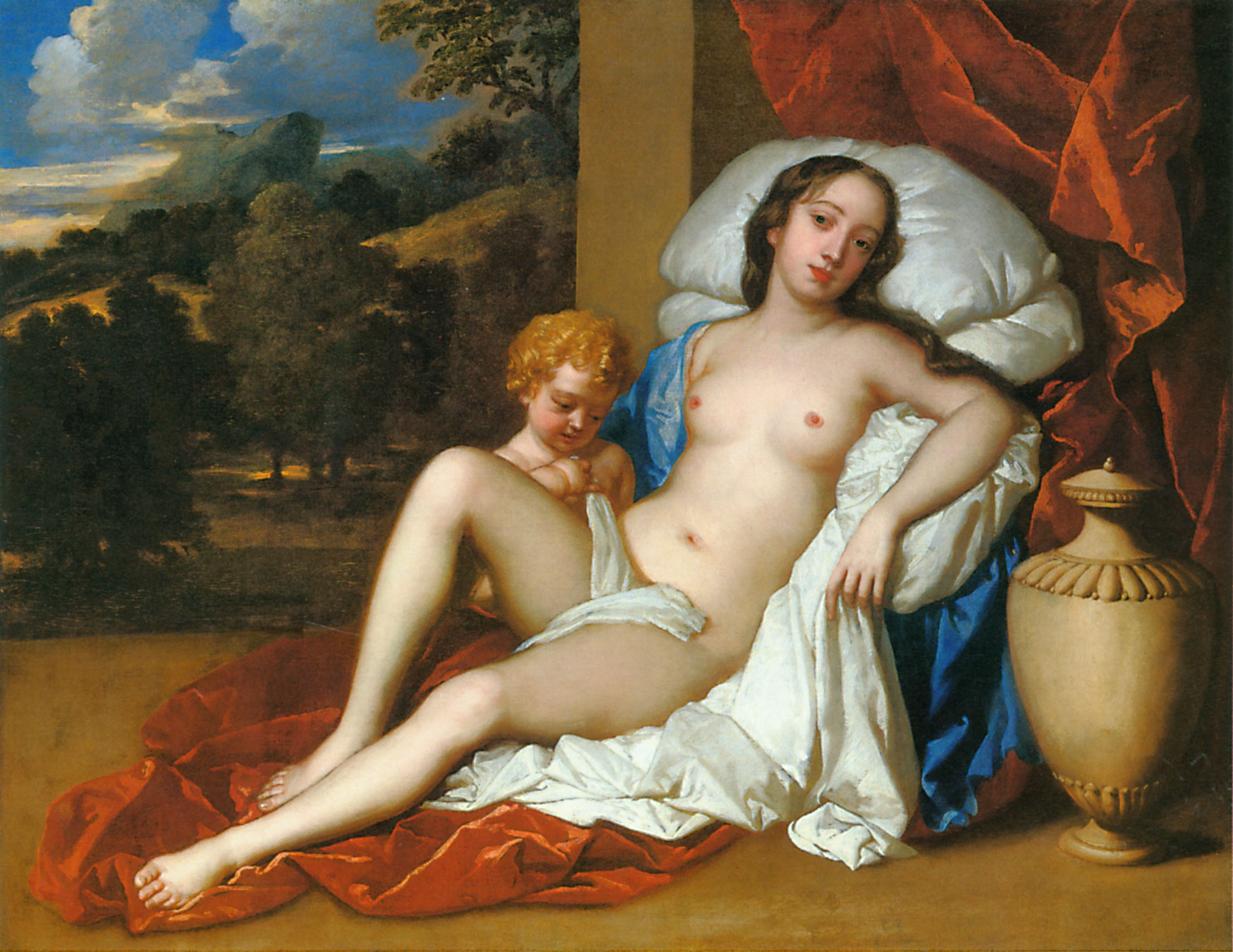
Barbara Villiers

Barbara tornou-se amante de Carlos II em 1660, enquanto o rei estava ainda em exílio. Como uma recompensa por seus serviços, o rei titulou Roger Palmer Barão Limerick e Conde de Castlemaine no ano seguinte. Dos seis filhos de Barbara, cinco foram reconhecidos por Carlos como seus.

## Queda
Eduardo Hyde, 1.º Conde de Clarendon, um dos mais poderosos conselheiros do rei, tornou-se inimigo de Barbara quando se opôs ao seu apontamento como Senhora do Quarto de Dormir, bem como Catarina de Bragança, esposa de Carlos e Rainha. Por volta de 1662, ela tinha mais influência na corte do que a própria Catarina, e havia grande inimizade entre as duas mulheres. Subseqüentemente, a relação de Barbara com Carlos foi abalada por causa da paixão do rei por Frances Stuart. Em dezembro de 1663, Barbara anunciou sua conversão ao Catolicismo; os historiadores discordam sobre suas razões. Alguns acreditam que foi uma tentativa de consolidar sua posição com rei. Outros dizem que Barbara queria fortalecer seus laços com seu marido católico, para não ficar sozinha caso Carlos a abandonasse.
Barbara era famosa por sua extravagância. Além de ganhar dinheiro da receita do rei, aceitava subornos dos franceses e dos espanhóis. Era promíscua, e todos sabiam que usava sua influência sobre o rei para seu próprio benefício. Entretanto, isso a levaria para sua queda à medida que tal influência declinava. Em junho de 1670, Carlos a titulou Baronesa Nonsuch, Condessa de Southampton e Duquesa de Cleveland em seu próprio direito. Contudo, ninguém na corte sabia se isso era um sinal de que o rei a estava largando de mão ou de que ela estava sendo ainda mais recompensada por seus favores. Permitiu-se que Ducado de Cleveland fosse passado para seu filho mais velho, Carlos FitzRoy, mesmo sendo filho ilegítimo do rei.
Enquanto o rei procurava por outras amantes, Barbara também procurava por outros homens, entre eles o acrobata Jacob Hall e seu primo de terceiro grau, John Churchill. Seus amantes eram beneficiados financeiramente: Churchill, por exemplo, adquiriu uma pensão anual de 5.000 mil libras esterlinas da duquesa. Em 1673, o Test Act proibiu essencialmente que todos os católicos tivessem ofícios dentro da corte, e Barbara perdeu o cargo como Senhora do Quarto de Dormir da Rainha. O rei conseqüentemente tomou Nell Gwyn como sua nova favorita.
Em 1676, viajou para Paris, na França, com seus quatro filhos mais jovens. Em 1705, Roger Palmer morreu, e a duquesa se casou com o major-general Robert Feilding, com quem praticou poligamia. Barbara morreu em 1709, depois de sofrer um edema.

## Descendência
| Nome                                       | Nascimento              | Morte                   | Notas |
| ------------------------------------------ | ----------------------- | ----------------------- | --- |
| Anne FitzRoy                               | 25 de fevereiro de 1661 | 16 de maio de 1722      | Pode ter sido a filha de Roger Palmer, mas Carlos a aceitou como sua. Ancestral de Sara, Duquesa de Iorque.                                                |
| Carlos FitzRoy, 2.º Duque de Cleveland     | 18 de junho de 1662     | 9 de setembro de 1730   | |
| Henrique FitzRoy, 1.º Duque de Grafton     | 28 de setembro de 1663  | 9 de outubro de 1690    | Ancestral de Diana, Princesa de Gales. |
| Carlota FitzRoy                            | 5 de setembro de 1664   | 17 de fevereiro de 1718 | |
| Jorge FitzRoy, 1.º Duque de Northumberland | 28 de dezembro de 1665  | 28 de junho de 1716     | |
| Barbara FitzRoy                            | 16 de julho de 1672     | 6 de maio de 1737       | Reconhecida como filha de Carlos II, mas pode ter sido a filha do primo de terceiro grau e amante de sua mãe, John Churchill, futuro Duque de Marlborough. |